# Manon Labrecque
Manon Labrecque, née en 1965 à Saint-Évartiste-de-Forsyth et morte en 2023 à Montréal, est une artiste visuelle canadienne.

## Biographie
Manon Labrecque a complété un baccalauréat en danse contemporaine de l’Université du Québec à Montréal et une mineur en arts visuels de l’Université de Montréal. 
En 2007, Manon Labrecque reçoit le prix de la création artistique des Rendez-vous du cinéma québécois. En 2013, elle gagne le prix Prix Louis-Comtois pour les artistes en mi-carrière.
Ses œuvres font partie de la collection du Musée national des beaux-arts du Québec, du musée des beaux-arts de Montréal et du Musée des beaux-arts du Canada.
Elle travaille à Montréal, jusqu'à sa mort en 2023.

## Exposition
- 2012 : Les Antigravitationnels, installations dans le cadre de la Manif’ d’art 6 « Machines », Vu Photo, Québec, du 3 mai au 3 juin 2012[8]
- 2015 : L’origine d’un mouvement, du 1er avril avril au 2 mai 2015, Axenéo7[9]